# 楡次駅
楡次駅（ゆじえき、中文表記: 榆次站、英文表記: Yuci Station）は中華人民共和国山西省晋中市楡次区にある中国国鉄太原鉄路局が管轄する駅である。太原駅から27km離れている。

## 駅構造
島式ホーム1面2線を持つ地上駅である。石太線と同蒲線との交点に位置している。1907年開業。開業時は、石太線と同蒲線との交点の東側に位置していた。現在の場所（交点の北側）に移転したのは1979年である。

## 所属路線
- 中国国鉄
  - 石太線
  - 同蒲線
  - 太焦線

## 駅周辺
- 太原理工大学軽紡美術学院
- 晋華医院
- 晋中市城区派出所
- 楡次英雄紀念碑
- 晋中市郵政局
- 萬豪国際飯店

## 歴史
- 1906年4月　フランス人の主導の下、駅の建設を開始した。
- 1907年10月　正太線（現石太線）開業に伴い楡次県駅（榆次县站）として開業した。
- 1934年7月　南同蒲線上に「楡次県駅」を建設した。同駅は楡次西駅（榆次西站）と呼び、正太線の駅は楡次北駅（榆次北站）と呼んで区別していた[2]。
- 1939年10月　正太線が狭軌（軌間1000mm）から標準軌に改軌され、石太線と改名した[3]。
- 1940年　北同蒲線が標準軌に改軌された。
- 1949年10月以降　南同蒲線も標準軌に改軌された。
- 1979年12月5日　楡次西駅と楡次北駅を統合し、楡次駅（榆次站）の使用を開始した[2]。

## 隣の駅
中国国鉄
石太線
鳴季駅 - 楡次駅 - 北合流駅
同蒲線
鳴季駅 - 楡次駅 - 修文駅
太焦線
鳴季駅 - 楡次駅 - 楡次西駅